# 锈毛野桐
锈毛野桐（学名：Mallotus anomalus）为大戟科野桐属下的一个种。

## 扩展阅读
- 維基物種上的相關：锈毛野桐